# Edwin Emery Slosson
Edwin Emery Slosson, född 7 juni 1865 i Albany i Nemaha County i Kansas, död 1929, var en amerikansk kemist och journalist.
Slosson blev 1902 filosofie doktor, var 1891–1903 professor i kemi vid University of Wyoming och kemist vid Wyoming Agricultural Experiment Station samt 1903–20 chef för litteraturavdelningen i tidningen "The Independent". Han var därefter direktör för den 1921 grundade vetenskapliga nyhetsbyrån Science Service. Han författade bland annat Creative Chemistry (1919) och Chats on Science (1922).